# Saludecio
Saludecio är en ort och kommun i provinsen Rimini i regionen Emilia-Romagna i Italien. Kommunen hade 3 059 invånare (2018).